# Jiří Hoffmann
Jiří Hoffmann (ur. 24 maja 1908 w Pradze, zm. 21 listopada 1983 tamże) – czechosłowacki lekkoatleta, skoczek w dal.
Podczas igrzysk olimpijskich w Berlinie (1936) nie osiągnął w eliminacjach odległości kwalifikacyjnej (7,15 m) i odpadł z dalszej rywalizacji. 
Pięciokrotnie poprawiał rekord kraju w skoku w dal (od 7,12 w 1930 do 7,26 w 1936). W 1929 w Warszawie biegł na trzeciej zmianie czechosłowackiej sztafety 4 × 100 metrów, która ustanowiła wynikiem 42,8 rekord kraju w tej konkurencji (poprzedni rekord był o 1,4 sekundy słabszy).
Reprezentował klub Sparta Praga.